# Taurodontie
Die Taurodontie, auch Taurodontismus (von altgriechisch ταυρος tauros, deutsch ‚Stier‘ und altgriechisch ὀδούς odous, deutsch ‚Zahn‘) ist eine seltene Fehlbildung der Molaren. Sie tritt meist bei den bleibenden Zähnen auf. Mitunter liegt ein autosomal-dominanter Erbgang vor. In Europa zählt sie nicht zu den seltenen Krankheiten.

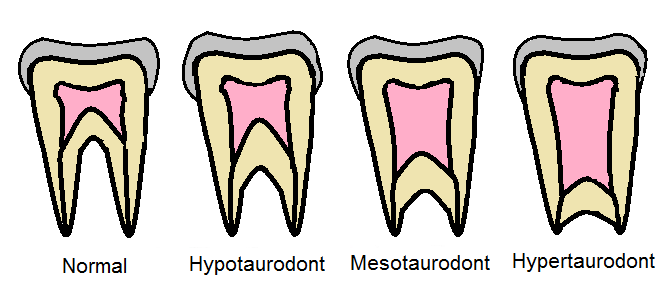
Bei (Hypo-/Meso-/Hyper-)Taurodontie ist die Pulpahöhle größer als normal

Die Erstbeschreibung stammt von D. Gorjanovic-Kramberger aus dem Jahre 1908.
Der Begriff wurde im Jahre 1913 von Arthur Keith geprägt.

## Vorkommen
Es besteht eine Assoziation mit Amelogenesis imperfecta, Ektodermaler Dysplasie und Tricho-dento-ossärem Syndrom, Otodentalem Syndrom sowie weiteren seltenen Syndromen.
Außerdem wurde es bei Klinefelter-Syndrom, XXYY-Syndrom und Down-Syndrom beobachtet.

## Klinische Erscheinungen
Dabei handelt es sich um eine abnormale Form des Zahnes mit vergrößerter Zahnpulpa, Verlagerung der Bifurkation in Richtung Wurzelspitze, fehlende Taille am Zahnhals aufgrund einer Fehlentwicklung der Hertwig-Epithelscheide.

## Klassifikation
Eine Einteilung in
- milde Form (Hypotaurodontismus)
- mäßig ausgeprägte Form (Mesotaurodontismus)
- ausgeprägte Form (Hypertaurodontismus)

wurde im Jahre 1928 von C. Shaw vorgeschlagen.